# 灣仔峽道

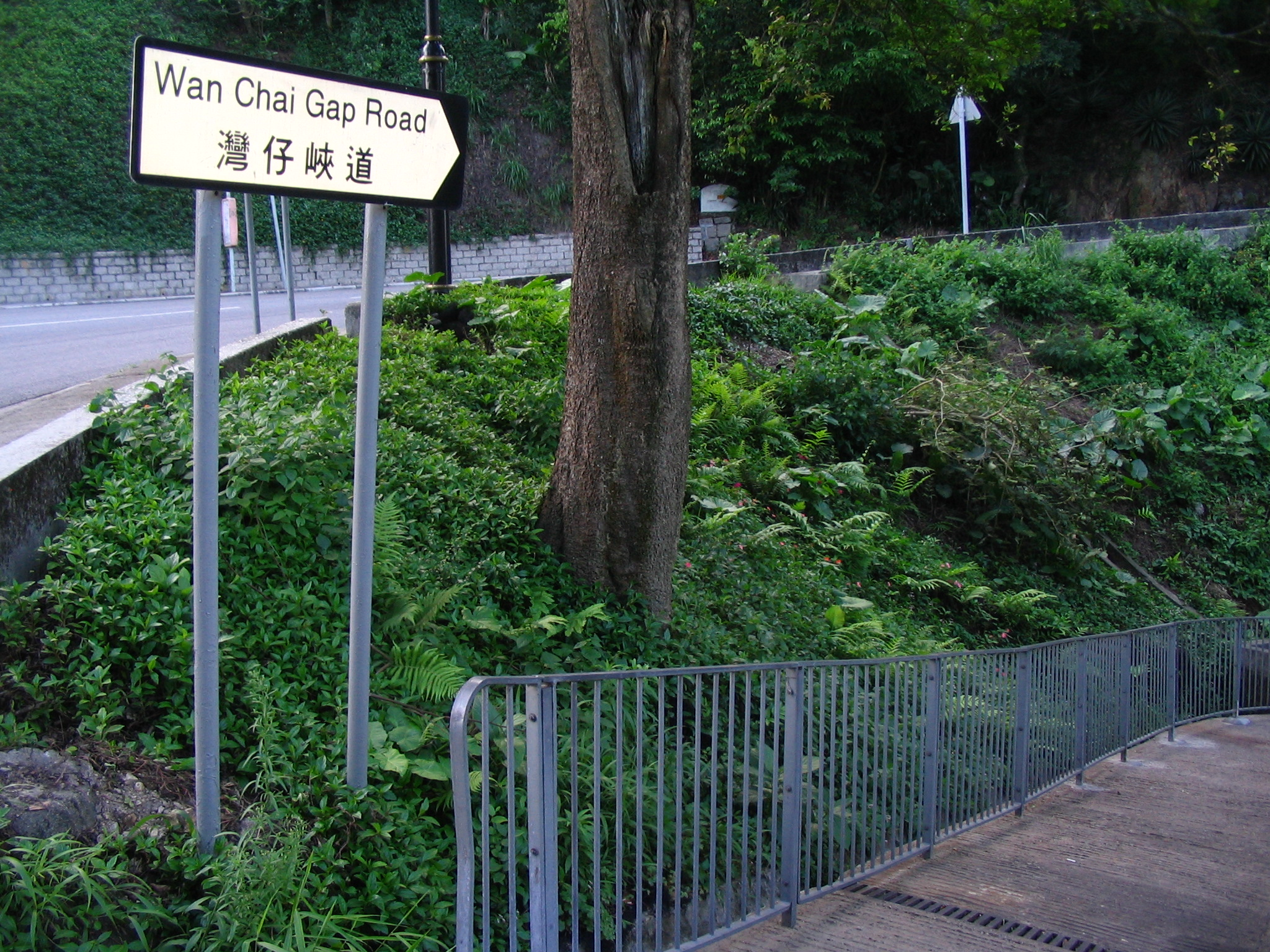
灣仔峽道位於灣仔峽的一端

灣仔峽道（英語：Wan Chai Gap Road）是香港的一條道路，位於香港島灣仔區，途經半山區寶雲道，連接皇后大道東至山頂道及司徒拔道交界。灣仔峽道亦為灣仔自然徑，遊人可以利用該道路來往灣仔市區與灣仔峽最高點。

## 歷史
灣仔峽道約於20世紀初通車，當時道路的起點是黃泥涌道，包括今日灣仔道以東的一段皇后大道東。而道路當初的名稱為峽道（英語：Gap Road），坊間也有以音譯作喼道，直到1941年7月18日改為現名。到了1948年，灣仔峽道在灣仔道以東的一段撥給皇后大道東，此後灣仔峽道的盡頭變成位於皇后大道東與太原街交界。

## 沿途設施

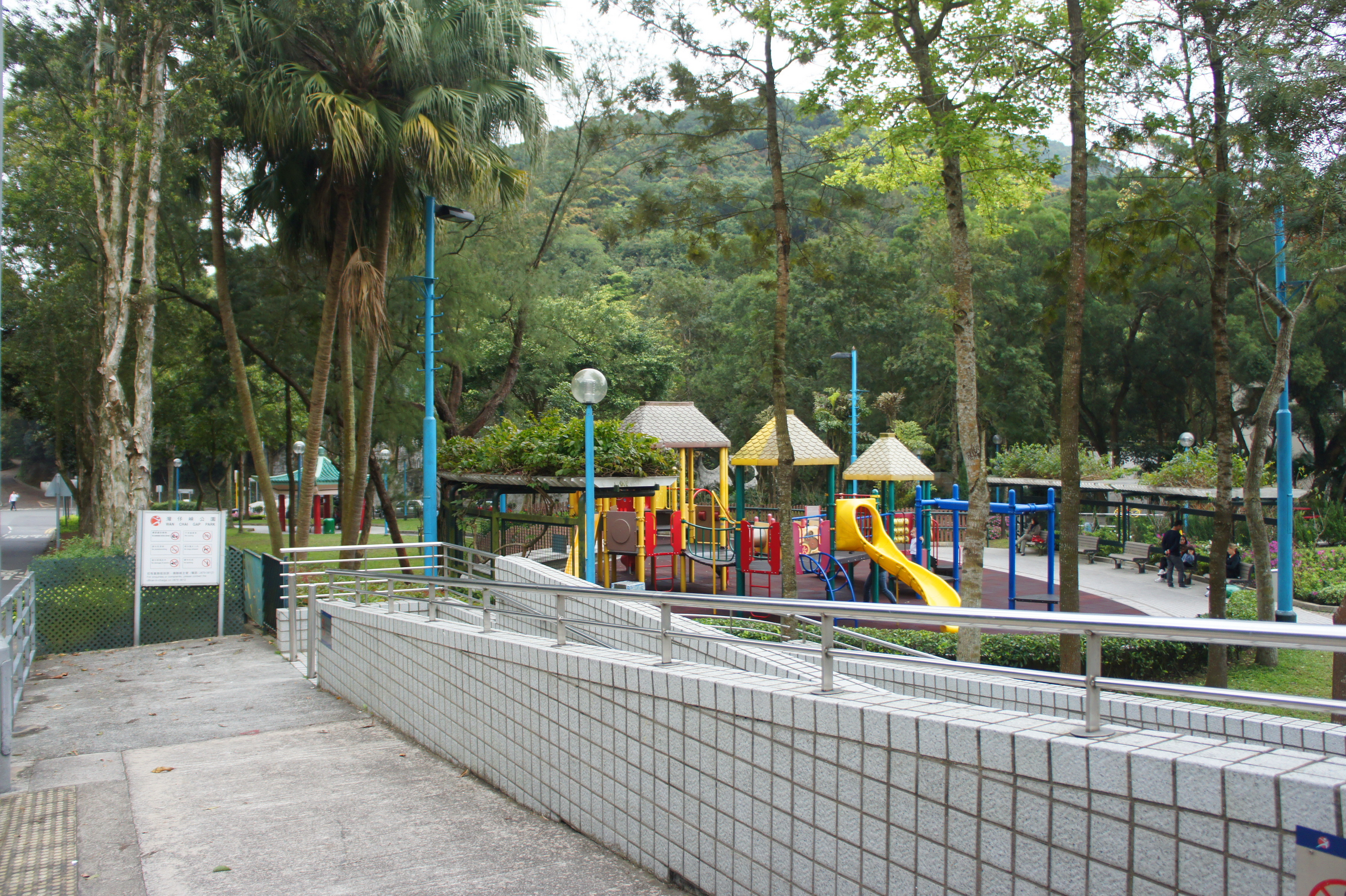
灣仔峽公園，左方道路為甘道。

- 寶雲道公園
- 香港樹仁大學灣仔分校
- 舊灣仔郵政局（現環保署環境資源中心）
- 灣仔峽公園